# Natalja Baranska
Natalja Władimirowna Baranska z d. Radczenko-Rozanowa (ros. Наталья Владимировна Баранская (Радченко-Розанова), ur. 18 grudnia?/31 grudnia 1908 w Petersburgu, zm. 29 października 2004 w Moskwie) – radziecka i rosyjska pisarka.

## Życiorys
Urodziła się w rodzinie rewolucjonistów Władimira (z wykształcenia lekarza) i Lubow, która brała udział w zakładaniu Związku Walki o Wyzwolenie Klasy Robotniczej. W 1925 ukończyła pierwszą doświadczalną szkołę MONO i wstąpiła na wyższe państwowe kursy literackie Mosprofobru, które ukończyła w 1930 jednocześnie z Wydziałem Historyczno-Etnologicznym Moskiewskiego Uniwersytetu Państwowego. Mieszkała z matką w Woroneżu, gdzie pracowała w miejscowym wydawnictwie. Po aresztowaniu i zesłaniu matki udała się do Moskwy, później do Uralska, gdzie pracowała w redakcji gazety "Prikaspijskaja Prawda", później przeniosła się do Saratowa, gdzie również pracowała w wydawnictwie. W 1936 jej mąż został osadzony w łagrze w Workucie, po czym przeniosła się do Moskwy, gdzie później wyszła ponownie za mąż, później pracowała w uniwersytecie w Saratowie, badając związki literatury i folkloru. Od 1940 pracowała w Państwowym Muzeum Literackim, później ukończyła aspiranturę Moskiewskiego Uniwersytetu Państwowego, w końcu lat 50. została dyrektorem muzeum A. Puszkina, w którym pracowała do 1966. W 1968 opublikowała w piśmie literackim swoje pierwsze opowiadania Prowody, w 1977 wydała pierwszą książkę, Otricatielnaja Żyziel, a w 1981 zbiór opowiadań Żeńszczyna s zontikom. W 1989 opublikowała powieść Dień pominowienija o wdowach, które straciły mężów na wojnie (jej drugi mąż zginął na froncie w 1943). W 1999 opublikowała ostatnią książkę, Stranstwija biezdomnych poświęconą historii jej rodziny. Od 1979 była członkiem Związku Pisarzy ZSRR.